# Ulrich Blau
Ulrich Blau (* 17. März 1940 in Oberhausen) ist ein deutscher Philosoph.

## Leben
Der Sohn von Ernst und Hedwig Blau besuchte Schulen in Bad Salzuflen, Bielefeld, Oberhausen und Bonn. Nach dem Abitur 1960 am Bonner Friedrich-Ebert-Gymnasium und dem Wehrdienst studierte er ab 1961 an der Universität München Theaterwissenschaft und ab 1964 Philosophie als Hauptfach. 1969 promovierte er in München zum Dr. phil. bei Wolfgang Stegmüller und Franz von Kutschera. Nach der Habilitation 1974 lehrte er als Professor für Logik und Wissenschaftstheorie an der Universität München. 2005 trat er in der Ruhestand.

## Schriften (Auswahl)
- Glauben und Wissen. Eine Untersuchung zur epistemischen Logik. Dissertation.1969, OCLC 24686976.
- Die dreiwertige Logik der Sprache. Ihre Syntax, Semantik und Anwendung in der Sprachanalyse. De Gruyter, Berlin 1978, ISBN 3-11-006989-X.
- Die Logik der Unbestimmtheiten und Paradoxien. Synchron Wissenschaftsverlag der Autoren, Heidelberg 2008, ISBN 3-935025-89-0.
- Grundparadoxien, grenzenlose Arithmetik, Mystik. Synchron Wissenschaftsverlag der Autoren, Heidelberg 2016, ISBN 3-939381-93-4.
- Raum, Zeit und Bewusstsein. Eine kurze Einführung in den uralten Rückstand der Physik. Synchron Wissenschaftsverlag der Autoren, Heidelberg 2020, ISBN 3-947960-04-2.